# I.P. Liyanage
I.P. Liyanage (ur. w ?) – reprezentująca Sri Lankę lekkoatletka, tyczkarka.
Złota medalistka mistrzostw kraju. Była rekordzistka Sri Lanki.